# Dai Tamesue

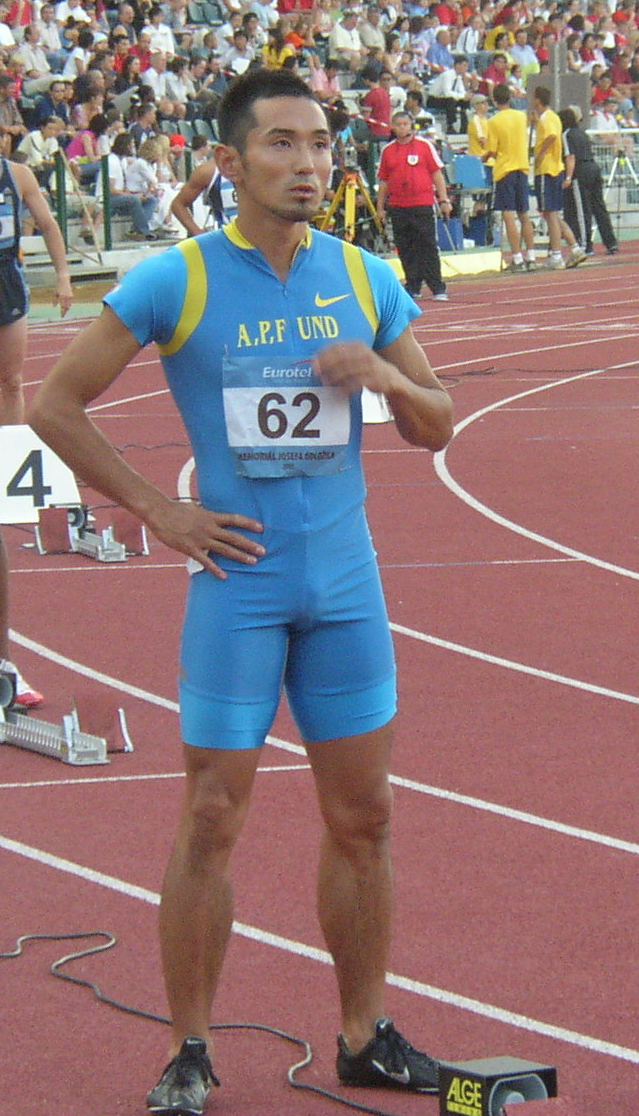
Dai Tamesue

Dai Tamesue (em japonês: 為末大 Tamesue Dai, Hiroshima, 3 de maio de 1978) é um ex-atleta japonês, que competia principalmente em corridas de 400 metros com barreiras. Nesta especialidade, ganhou a medalha de bronze nos Campeonatos Mundiais de 2001 e de 2005.